# Nagycenk
Nagycenk é uma vila da Hungria, situada no condado de Győr-Moson-Sopron. Tem 19,45 km² de área e sua população em 2019 foi estimada em 2.003 habitantes.